# Бобслей на зимових Олімпійських іграх 2022 — двійки (чоловіки)
Змагання з бобслею у двійках серед чоловіків на зимових Олімпійських іграх 2022 відбулися 14 (заїзди 1, 2) і 15 лютого (заїзди 3, 4) в Санно-бобслейному центрі Сяохайто в Пекіні (Китай).
Чинними олімпійськими чемпіонами були дві пари, що поділили золоті медалі на Іграх-2018 Джастін Кріппс і Александер Копач, і Франческо Фрідріх і Торстен Маргіс. Кріппс кваліфікувався на Олімпійські ігри, але з новим гальмівником, Кемом Стоунсом. Фрідріх і Маргіс теж кваліфікувалися. Бронзові медалісти Ігор-2018 Оскарс Мелбардіс і Яніс Стренга завершили спортивну кар'єру. Фрідріх і Александер Шюллер виграли Чемпіонат світу 2021 року, срібні нагороди вибороли Йоганнес Лохнер і Ерік Франке, а бронзові - Ганс-Петер Ганніґгофер і Хрістіан Редер. Кубок світу 2021–2022 пройшов під знаком повного домінування Фрідріха, який (у парі з Маргісом або Шюллером) виграв сім змагань з восьми (восьме змагання виграли Ростислав Гайтюкевич і Михайло Мордасов.

## Результати
| Місце | Номер | Спортсмен                                                 | Країна                     | 1-й заїзд | Місце | 2-й заїзд | Місце | 3-й заїзд | Місце | 4-й заїзд | Місце | Сума    | Відставання |
| Місце | Номер | Спортсмени                                                | Країна                     | 1-й заїзд | Місце | 2-й заїзд | Місце | 3-й заїзд | Місце | 4-й заїзд | Місце | Загалом | Behind      |
| ----- | ----- | --------------------------------------------------------- | -------------------------- | --------- | ----- | --------- | ----- | --------- | ----- | --------- | ----- | ------- | ----------- |
| 1     | 4     | Франческо Фрідріх Торстен Маргіс                          | Німеччина                  | 59.02 TR  | 1     | 59.36     | 2     | 58.99 TR  | 1     | 59.52     | 1     | 3:56.89 |             |
| 2     | 6     | Йоганнес Лохнер Флоріан Бауер                             | Німеччина                  | 59.26     | 2     | 59.27     | 1     | 59.32     | 2     | 59.53     | 2     | 3:57.38 | +0.49       |
| 3     | 9     | Крістоф Гафер Маттіас Зоммер                              | Німеччина                  | 59.44     | 4     | 59.93     | 6     | 59.51     | 3     | 59.70     | 3     | 3:58.58 | +1.69       |
| 4     | 11    | Міхаель Фоґт Сандро Міхель                                | Швейцарія                  | 59.57     | 7     | 59.90     | 3     | 59.59     | 5     | 59.77     | 4     | 3:58.83 | +1.94       |
| 5     | 14    | Бен'ямін Маєр Маркус Заммер                               | Австрія                    | 59.51     | 5     | 59.96     | 8     | 59.64     | 6     | 1:00.01   | 9     | 3:59.12 | +2.23       |
| 6     | 1     | Руді Рінальді Боріс Вайн                                  | Монако                     | 59.62     | 9     | 59.90     | 3     | 59.57     | 4     | 1:00.05   | 10    | 3:59.14 | +2.25       |
| 7     | 15    | Крістофер Спрінг Майк Евелін                              | Канада                     | 59.54     | 6     | 1:00.03   | 10    | 59.76     | 8     | 59.93     | 5     | 3:59.26 | +2.37       |
| 8     | 7     | Ростислав Гайтюкевич Олексій Лаптєв                       | Олімпійський комітет Росії | 59.41     | 3     | 59.91     | 5     | 59.80     | 9     | 1:00.19   | 14    | 3:59.31 | +2.42       |
| 9     | 12    | Оскарс Кіберманіс Матісс Мікніс                           | Латвія                     | 59.65     | 10    | 59.94     | 7     | 59.82     | 10    | 59.93     | 5     | 3:59.34 | +2.45       |
| 10    | 5     | Джастін Кріппс Кем Стоунс                                 | Канада                     | 59.61     | 8     | 1:00.08   | 14    | 59.71     | 7     | 1:00.00   | 8     | 3:59.40 | +2.51       |
| 11    | 8     | Бред Голл Нік Ґлісон                                      | Велика Британія            | 59.69     | 11    | 1:00.05   | 13    | 1:00.22   | 18    | 59.96     | 7     | 3:59.92 | +3.03       |
| 12    | 13    | Роман Гайнріх Доріан Отервіль                             | Франція                    | 59.93     | 16    | 1:00.04   | 11    | 59.92     | 12    | 1:00.05   | 10    | 3:59.94 | +3.05       |
| 13    | 17    | Франк Дель Дука Гакім Абдул-Сабур                         | США                        | 59.87     | 13    | 1:00.22   | 15    | 59.86     | 11    | 1:00.15   | 12    | 4:00.10 | +3.21       |
| 14    | 22    | Сунь Кайчжи У Цинцзе                                      | Китай                      | 1:00.04   | 19    | 1:00.01   | 9     | 59.99     | 13    | 1:00.25   | 15    | 4:00.29 | +3.40       |
| 15    | 24    | Домінік Дворжак Якуб Носек                                | Чехія                      | 59.90     | 15    | 1:00.04   | 11    | 1:00.20   | 16    | 1:00.16   | 13    | 4:00.30 | +3.41       |
| 16    | 19    | Міхай Крістіан Тентя Чипріан Ніколае Дароці               | Румунія                    | 59.83     | 12    | 1:00.46   | 22    | 1:00.19   | 15    | 1:00.28   | 16    | 4:00.76 | +3.87       |
| 17    | 20    | Емілс Ципуліс Едгарс Немме                                | Латвія                     | 1:00.00   | 18    | 1:00.24   | 16    | 1:00.20   | 16    | 1:00.46   | 18    | 4:00.90 | +4.01       |
| 18    | 10    | Сімон Фрідлі Андреас Гас                                  | Швейцарія                  | 59.97     | 17    | 1:00.37   | 20    | 1:00.47   | 23    | 1:00.34   | 17    | 4:01.15 | +4.26       |
| 19    | 16    | Вон Юн Чжон Kim Jin-su                                    | Південна Корея             | 59.89     | 14    | 1:00.28   | 17    | 1:00.10   | 14    | 1:00.97   | 20    | 4:01.24 | +4.35       |
| 20    | 18    | Тейлор Остін Деніел Сандерленд                            | Канада                     | 1:00.11   | 21    | 1:00.41   | 21    | 1:00.29   | 19    | 1:00.55   | 19    | 4:01.36 | +4.47       |
| 21    | 26    | Патрік Баумґартнер Роберт Мірча                           | Італія                     | 1:00.08   | 20    | 1:00.47   | 24    | 1:00.38   | 21    | Н/Д       | Н/Д   | 3:00.93 | Н/Д         |
| 22    | 23    | Лі Чуньцзянь Лю Вей                                       | Китай                      | 1:00.31   | 24    | 1:00.36   | 18    | 1:00.43   | 22    | Н/Д       | Н/Д   | 3:01.10 | Н/Д         |
| 23    | 3     | Іво де Брейн Jelen Franjic                                | Нідерланди                 | 1:00.46   | 27    | 1:00.36   | 18    | 1:00.35   | 20    | Н/Д       | Н/Д   | 3:01.17 | Н/Д         |
| 24    | 21    | Suk Young-jin Kim Hyeong-geun                             | Південна Корея             | 1:00.28   | 23    | 1:00.46   | 22    | 1:00.52   | 24    | Н/Д       | Н/Д   | 3:01.26 | Н/Д         |
| 25    | 2     | Максим Андріанов Владислав Жаровцев                       | Олімпійський комітет Росії | 1:00.24   | 22    | 1:00.75   | 26    | 1:00.55   | 26    | Н/Д       | Н/Д   | 3:01.54 | Н/Д         |
| 26    | 25    | Маркус Трайхль Маркус Глюк                                | Австрія                    | 1:00.42   | 26    | 1:00.52   | 25    | 1:00.66   | 27    | Н/Д       | Н/Д   | 3:01.60 | Н/Д         |
| 27    | 28    | Гантер Черч Чарлі Фолкер                                  | США                        | 1:00.38   | 25    | 1:01.40   | 30    | 1:00.53   | 25    | Н/Д       | Н/Д   | 3:02.31 | Н/Д         |
| 28    | 29    | Аксель Браун Андре Маркано (Run 1-2) Shakeel John (Run 3) | Тринідад і Тобаго          | 1:00.81   | 28    | 1:00.89   | 27    | 1:00.86   | 28    | Н/Д       | Н/Д   | 3:02.56 | Н/Д         |
| 29    | 27    | Едісон Бінділатті Едсон Мартінс                           | Бразилія                   | 1:01.11   | 29    | 1:01.36   | 29    | 1:01.34   | 29    | Н/Д       | Н/Д   | 3:03.81 | Н/Д         |
| 30    | 30    | Шанвейн Стівенс Німрой Терґотт                            | Ямайка                     | 1:01.23   | 30    | 1:01.35   | 28    | 1:01.54   | 30    | Н/Д       | Н/Д   | 3:04.12 | Н/Д         |